# Parkia

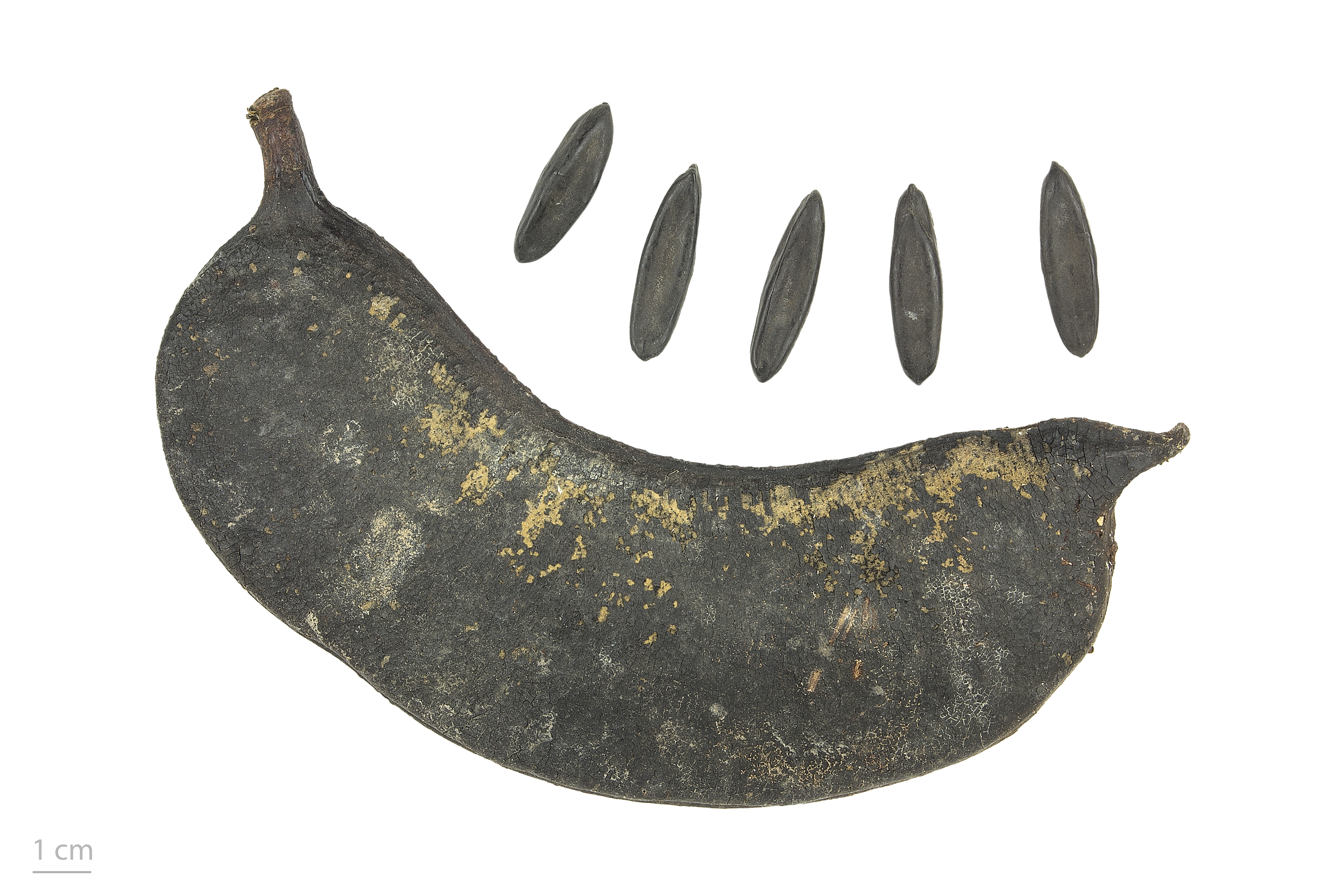
Parkia multijuga’’ - MHNT

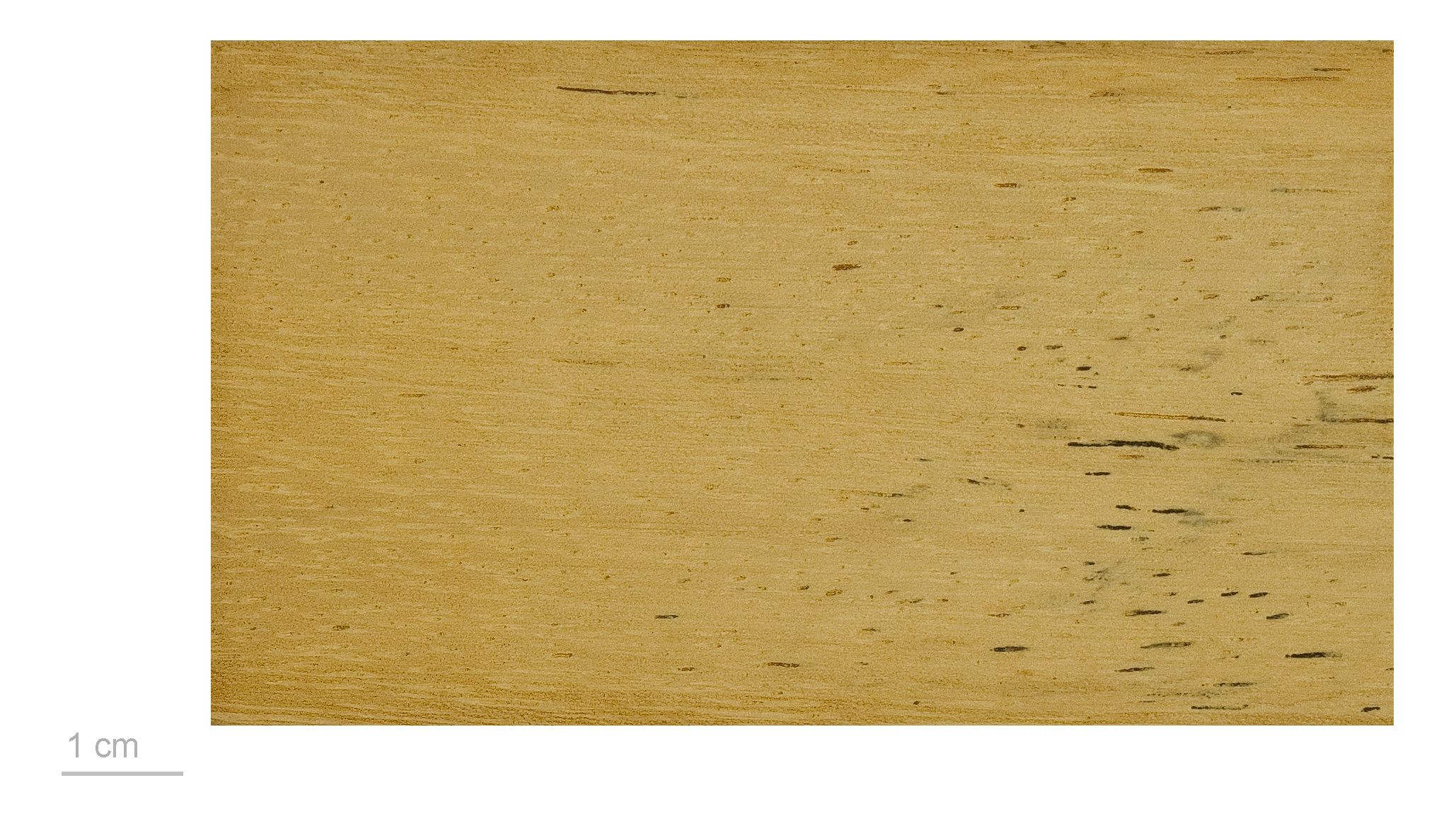
Parkia pendula - MHNT

Parkia é um género botânico pertencente à família Fabaceae. Também conhecida como Alfarroba Africana.

## Parkia pendula
Parkia pendula uma árvore tropical de importância econômica, finaneira e ecológica pertencente a família Leguminosae Mimosoideae "Fabaceae". Portanto existe a importancia de estabelecer um tratamento de quebra da dormência com a utilização de procedimentos basicos, seguros e de menor custo, alem de se uma árvore de origem  Amazônica encontrada  no Brasil. Parkia pendula.(Leguminosae-Mimosoideae), registradas hoje temos em volta de 34 espécies, dentre elas  18 encontradas apenas na Amazônia. Sua  distribuição é Pantropical, tendo também espécies  na África. Sua principal estrutura de crescimento é em floresta de terra-firme, várzea sazonal, meio florestal secundário com predomínio no norte da América do sul. ). Espéciemes de Parkia são árvores de alta estatura om cerca de 15 metros de altura mas podem chegar até 40, com frutos do tipo vagem, cuja madeira variada de baixa a alta densidade (0,34 a 0,88 g/cm³); a depender da espécie, o tempo de germinação que alterna entre 7-15 dias e 21-42 dias, om a alta produção de sementes, as quais são dispersas por animais . Dentro do gênero Parkia, encontra-se a espécie Parkia pendula, conhecida popularmente no norte do Brasil como “angico”, ou “faveira de chorão” , como “fava de bolota”. Esta é uma espécie que chega atingir 40 metros de altura, tendo copa aberta e ampla, com troncos dotados de sapopemas(cada uma das raízes que formam divisões tabulares em torno da base do tronco de certas árvores), fruto legume lenhoso achatado, deiscente  e flores vermelhas, . Ocorre na mata pluvial atlântica e na região amazônica em solos com base argilosa e terra firme . , essa espécie é a de maior predominancia do gênero Parkia, e é encontrada na América do sul e em parte da América central.0 No Brasil, espécimes foram encontrados na região norte e nordeste. Essa espécie é recomendada para o plantio em áreas degradadas por ser de rápido crescimento . essa espécie tem potencial para ser utilizada no paisagismo e arborizações por possuir aspectos interessante devido sua inflorescência pendente). Entretanto, as vagens possuem uma espessa sutura adaxial ao longo da qual é produzida uma grande quantidade de goma que retém as sementes maduras, após a abertura das valvas). Possui função ecológica na recuperação de áreas degradadas por ser uma espécie climática de rápido crescimento e desenvolvimento em ambientes abertos, por sua alta fixação de nitrogênio e por atrair animais silvestres. Suas sementes servem de alimento para araras e primatas que agem como dispersores. Os seus frutos têm queda espontânea, os quais podem ser colhidos diretamente da árvore ou do chão. sua madeira é utilizada na carpintaria, marcenaria, e construção civil, na estrutura interna. O local de incidencia dos vegetais é de suma importância para entender seu comportamento e aspecto ecológico, a variar seu  tipo de solo e clima os vegetais terão características morfológicas e comportamentos diferentes. 
Dentro deste gênero Parkia, encontra-se a a variedade Parkia pendula. Essa árvore possui valor economico e ecológico; sua madeira é utilizada na marcenaria, caixotaria e construção civil. dada a relevância desta espécie o principal objetivo deste trabalho foi desenvolver o estudo da distribuição geográfica de Parkia pendula. no estado do Pará, utilizando informações e dados obtidos no grande herbário. O trabalho foi desenvolvido verificando o banco de informações do Herbário IAN- Embrapa Amazônia Oriental, por meio do sistema BRAHMS (Botanical Research and Herbarium Management System) e os dados da rede speciesLink. De acordo com a reunião da informações encontrou-se registros de 223 amostras registradas de Parkia pendula. Destas mesmas, 114 pertencem ao grande Herbário IAN, (85) estão presente dentro do speciesLink e (24) no atual Museu Paraense Emílio Goeldi. Parkia pendula é presente em pelo menos 25 municípios do Estado do Pará, sendo os que mais se apresentam com amostras: Mojú com 58 exemplares obtidos, Santarém (21), Paragominas (16), Belém (14) e Belterra (9). Os coletores que mais contribuíram foram Ferreira, A.M. [18 amostras], Barbosa, M. [14] soller j. [13]. A espécie possui imensa distribuição dentro Estado do Pará, estando presente em mais de 29 municípios. Para as áreas em que não foi encontrado registro espera-se contribuir para o direcionamento de novas descobertas e registros botânicos.

### Características do Fruto da Parkia Pendula
O fruto de Parkia pendula é lignificado (Que se tornou lenhoso; lenhificado), de aspecto duro e resistente, possui coloração escura quando maduro, glabro, sendo do tipo legume, de consistência e aspeto seco, polispérmico e deiscente naqueles pontos de junção das bordas transversais do
carpelo,o mesmo cujo exterior se apresenta acobertado por uma substância relativa de consistência super  pegajosa,
conhecida popularmente ou de nome vulgar como visgo, característica de qual, muito provavelmente deriva, o nome popular
“visgueiro”. No momento da colheita da cultura, essa substância dificulta muito a extração de sementes, por uní-
las com seu visgo firmemente ao fruto. Além do mais, quando as sementes são hidratadas, elas apresentam uma camada muito gelatinosa
em toda a sua superfície apresentada do fruto.
A caída dos frutos ocorre longitudinalmente, com abertura nas suturas mais frágeis das partes ventral e dorsal,
causando a sua separação das valvas sendo que se mantém unidas na base. Estes, por ocasião da colheita da seguinte cultura, apresentam,
em média, 16,0 cm de comprimento, 20,9 mm de largura e 4,2 mm de espessura. Sua distribuição de
frequência onde essas medidas revela uma variada mas pequena assimetria negativa  sendo apenas para a primeira variável e pequeno mas notável deslocamento da cauda do fruto da curva para a direita. Há um número estando médio de vinte sementes dentro de cada fruto, com variação dos valores entre dez (10) a vinte e seis (26) sementes e o deslocamento da cauda da curva para a esquerda. assumindo distribuição assimétrica sendo ela negativa.
Revelando que o seu seguinte lote estudado notamos que há um predomínio de forma natural de sementes maior que a maioria da  média obtida nos nossos estudos. A caracterização morfológica destas sementes em ambito virgem foi feita com base em Córner (1976) e Damião Filho (1993). Para tal experimento, exatas 25 sementes foram imersas em água destilada por exatas 24 horas com o intuito de possibilitar os cortes transversais Caracterização morfométrica destes frutos e sementes com efeito da temperatura na germinação .
longitudinal e transversal, os quais foram feitos com lâmina de barbear estereis, e as estruturas internas foram
observadas em um estéreo-microscópio óptico. Estas foram analisadas com as seguintes características de sementes:
formato, coloração,localização do hilo, e da micrópila, presença e om tipo de material de reserva, tipo de embrião não variavel,
sua localização e tipo de germinação.

#### Características e utilização da madeira.
Sua madeira possui características físicas, materiais e mecânicas totalmente favoráveis para uso comercial, promovendo grande índice de exploração da espécie, o que ocorrem em diminuição consideravelmente os exemplares de sua especie em sua área de ocorrência natural.
sua utilização é amplamente valorizada usada no meio construção civil, embarcações navais, móveis maciços e compostos, artigos domésticos e decorativos, taboados, caixotaria, lâminas para compensados e canoas. sua utilização pode ser empregada com sucesso no paisagismo mesmo para arborização de praças públicas, parques e principalmente para plantio e recuperação em áreas degradadas e de preservação em área permanente, devido ao seu rápido crescimento em ambientes abertos e ensolarados. O único inconveniente desta especie está na introdução dessa espécie para ornamentação é o fedor que as flores exalam em sua abertura e a resina que extraída  dos frutos.
Atualmente, é importante que informações sobre as  principais condições de temperaturas adequadas para a conduções  de teste de germinação sempre estejam também disponíveis para um maior número de espécies nativas e  florestais, visando o aumento da demanda de sua comercialização. Este estudo teve como objetivo avaliar a germinação de sementes de Parkia pendula em diferentes temperaturas.

##### Família
Fabaceae (Leguminosae) Subfamília Mimosoideae.

###### N. científico
Parkia pendula (Willd.) Benth. ex Walp.
Sinonímia botânica geral:
Inga pendula Willdenow; Mimosa pendula (Willdenow) Poiret.
```
Nomes vulgares:
```

angelim-rajado, angelim-vermelho, visgueiro
```
Nomes Populares ao redor do mundo:
```

Costa Rica; ardillo, Guiana; ipanai, Guiana Francesa kouatakaman, Bolívia;toco colorado, Colômbia; rayo,  Peru; pashoco colorado, Suriname; kwatta kama e ipano, Venezuela; zarccillo.
```
DESCRIÇÃO DA ESPÉCIE
```

Árvore perenifólia, monoica  secundária inicial. Sua altura atinge até 55 m e seu diâmetro até 300 cm.
```
Folhas:
 são de tamanho grande medindo até 30 cm de comprimento, folíolos com cerca de 4 a 6 centimetros de comprimento.
```

```
Flores:
 dispostas em capítulos globulares pendurados, com pedúnculo de  1.60 metros de comprimento.
```

```
Fruto:
 são planos, 
Glabro
s e ondulados, medindo cerca de 35 centimetrosm de comprimento.
```

```
Floração:
 Agosto e Setembro.
```

```
Frutificação:
 Janeiro/Março.
```

```
Sistema sexual:
 monoica.
```

```
Sistema reprodutivo
: alógama  (SANTOS; MANUÉS,1998).
```

outros nomes vulgares: Outros nomes populares: andirá, boloteiro, faveira, faveira - bolota, pão - de - arara, arara - tucupi, visgueiro, boloteria, rabo - de - arara, jupuuba, fava -   bolota, faveira - de - chorão, visgueira, joerana, joeirana, arara - petiu, faveirão, joarana, juerana, jupiuba, jupuuba, macaqueiro, mafua, muira - rema, muirareina, paricá, pau - de -arara, procaxi, sabiu, pau - de - sândalo. 
Polinização: morcegos Phyllostmus discolor e P. hastatus 